# Valea Mare-Bratia
Valea Mare-Bratia – wieś w Rumunii, w okręgu Ardżesz, w gminie Bălilești. W 2011 roku liczyła 555 mieszkańców.